# Alenia C-27J
Die C-27J Spartan ist ein mittlerer militärischer Mehrzwecktransporter mit Kurzstart-Eigenschaften (STOL) des italienisch-US-amerikanischen Joint-Ventures Global Military Aircraft Systems, dessen Führung L3 Technologies innehatte. Hersteller ist der italienische Rüstungskonzern Leonardo.
Als Weiterentwicklung der italienischen Aeritalia G.222 hat die C-27J die Triebwerke und Avionik-Systeme der größeren Lockheed C-130J Hercules. Aufgrund ihrer geringeren Größe und der Auslegung mit zwei Motoren wird die C-27J auch als „Baby Herc“ bezeichnet.

## Entwicklungsgeschichte

### Anlehnung an die C-130J

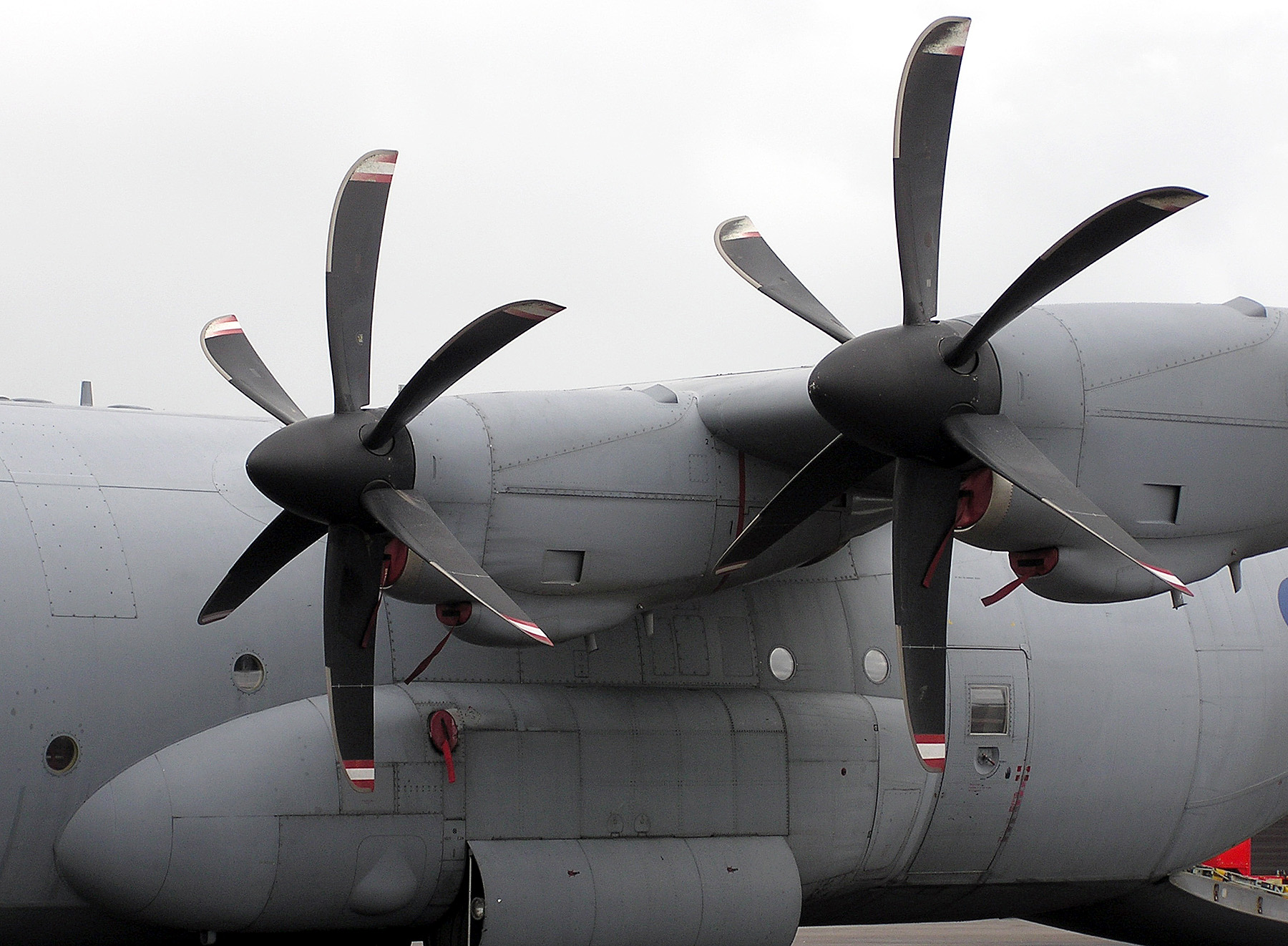
Die Propeller an einer C-130J Super Hercules

Im Jahr 1995 begannen die Firmen Alenia und Lockheed Martin Gespräche zur Weiterentwicklung der G.222. Man wollte das schon bestehende Cockpit der C-130J nutzen, das MFDs und ein Head-up-Display hat und deshalb auch als „Glas-Cockpit“ bezeichnet wird. Weiterhin wollte man eine leistungsstärkere Version der T64G-Triebwerke in Verbindung mit vierblättrigen Propellern nutzen.
Die Planung wurde jedoch bis zum Programmstart 1996 noch stark geändert und neben der Cockpitauslegung und Avionik auch die Triebwerke und Propeller der C-130J in die Konstruktion übernommen. Folgerichtig wurde das Programm dann C-27J genannt: C-27 nach den zehn von 1990 bis 1999 genutzten und als C-27A bei den US-Streitkräften eingeführten G.222 und der Zusatzbuchstabe „J“ nach der Versionsbezeichnung der für viele Komponenten Pate stehenden C-130J Super Hercules.
Die technische Vereinheitlichung beider Flugzeuge war ein unter Aspekten der Ersatzteillogistik und der Schulung von Wartungsmannschaften nicht zu unterschätzender Punkt, da die US-Streitkräfte bereits etwa 100 C-130 Super Hercules im Bestand haben und auch andere Staaten dieses Flugzeug verwenden.

### Joint Cargo Aircraft
Alenia und Lockheed Martin gründeten 1997 die Firma Lockheed Martin Alenia Tactical Transport Systems (LMATTS). Das Joint Venture wurde jedoch wieder beendet, als Lockheed Martin sich an der Ausschreibung der US-Streitkräfte für das Joint Cargo Aircraft (JCA) ebenfalls mit der C-130J bewarb. Daraufhin schloss sich Alenia Aeronautica mit L-3 Communications zusammen und gründete Global Military Aircraft Systems (GMAS). Boeing Integrated Defense Systems wollte sich an diesem Joint Venture beteiligen und eine bereits bestehende Produktionsstätte in den Vereinigten Staaten einbringen. Man gelangte letztendlich jedoch zu keiner Einigung.
GMAS gewann die Ausschreibung der US-Streitkräfte gegen Raytheon und EADS Nordamerika mit der C-295. Man geht davon aus, dass im Rahmen des JCA die US-Army und US Air Force bis zu 145 Flugzeuge bestellen werden. Sie werden auch die C-23 Sherpa, C-12 Huron und C-26 Metroliner der Army National Guard ersetzen. Ebenso werden sie wahrscheinlich an Stelle ausgemusterter C-130E/H/J der Air National Guard eingesetzt.
Im November 2006 wies die C-27J nach, dass sie alle Anforderungen des JCA-Programms erfüllt.
Im Juni wurde bekannt, dass die Flugzeuge in Cecil Field, Duval County (Florida) gefertigt werden. Die Produktionsstätte auf dem Grundstück einer ehemaligen Navy-Kaserne schaffte etwa 200 neue Arbeitsplätze.
Am 13. Juni 2007 gab das Pentagon dann offiziell bekannt, dass die C-27J das Joint Cargo Aircraft der US-Streitkräfte ist. Der Vertrag über 78 Flugzeuge hatte einen Wert von 2,04 Milliarden US-Dollar und bezog Training und Unterstützung durch den Hersteller ein.

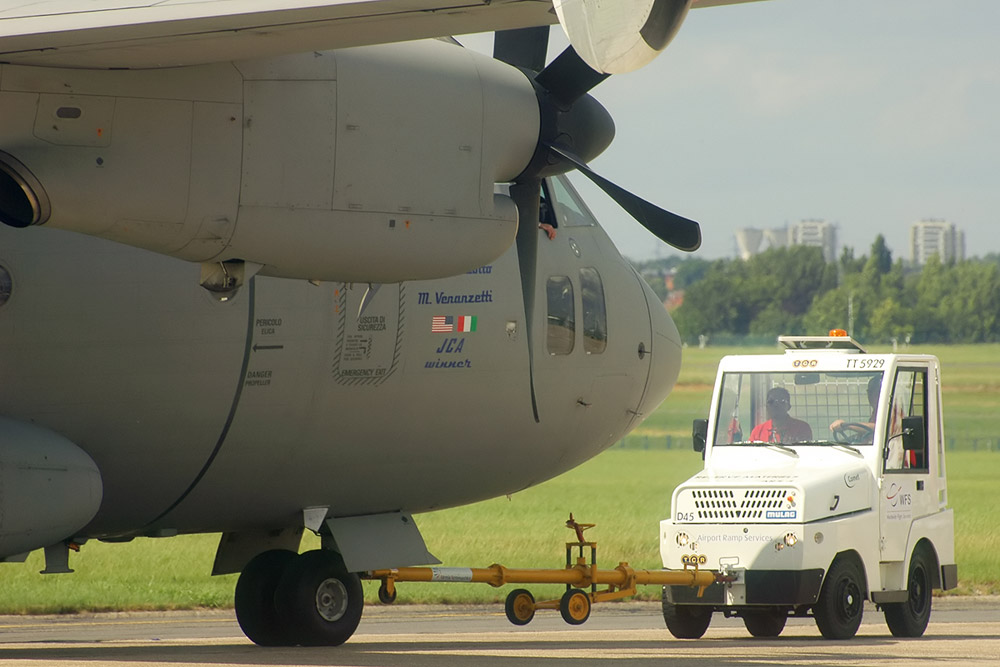
Eine C-27J während der Bodenabfertigung

Am 22. Juni 2007 legte Raytheon Einspruch gegen den Vertrag ein. Die Firma forderte eine Begründung, warum ein teureres Flugzeug, das zudem einen höheren Wartungsaufwand erfordert, ausgewählt wurde. Nach einer Berechnung der US-Army wäre die C-295 in der Anschaffung 15 % günstiger als die C-27J und hätte auch einen geringeren Treibstoffverbrauch. Presseberichte gaben an, dass die Entscheidung für die C-27J gefallen sei, weil diese mit kürzeren Startbahnen auskommt und eine größere Reichweite hat. Zwar könne die C-295 eine insgesamt größere Last aufnehmen, der Ladeboden der C-27J sei jedoch stabiler, was sich vor allem bei dem Transport von Fahrzeugen und sehr schwerer Ladung – etwa Treibstoff, Motoren und Munition – auswirken würde. Am 27. September 2007 wurde der Einspruch von der GAO abgelehnt und dem Pentagon erlaubt, mit der Beschaffung fortzufahren.
Im Juni 2008 durchlief die erste C-27J das gemeinsame US-Army/US-Air-Force-Test- und Trainings-Programm, bei dem auch am 17. Juni 2008 der Erstflug stattfand.

## Konstruktion
Die C-27J ist eine Weiterentwicklung der zweimotorigen G.222 und weist eine Reihe von Gemeinsamkeiten (Propeller, Triebwerk und Avionik) mit dem viermotorigen Transportflugzeug Lockheed C-130J Super Hercules auf.

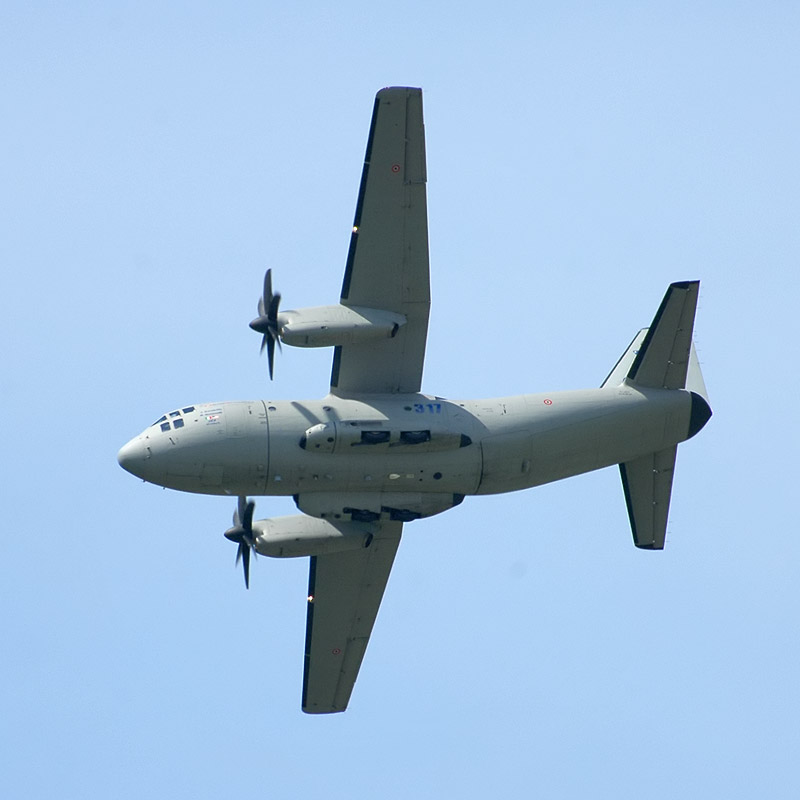
Unterseite der C-27J

### Rumpf

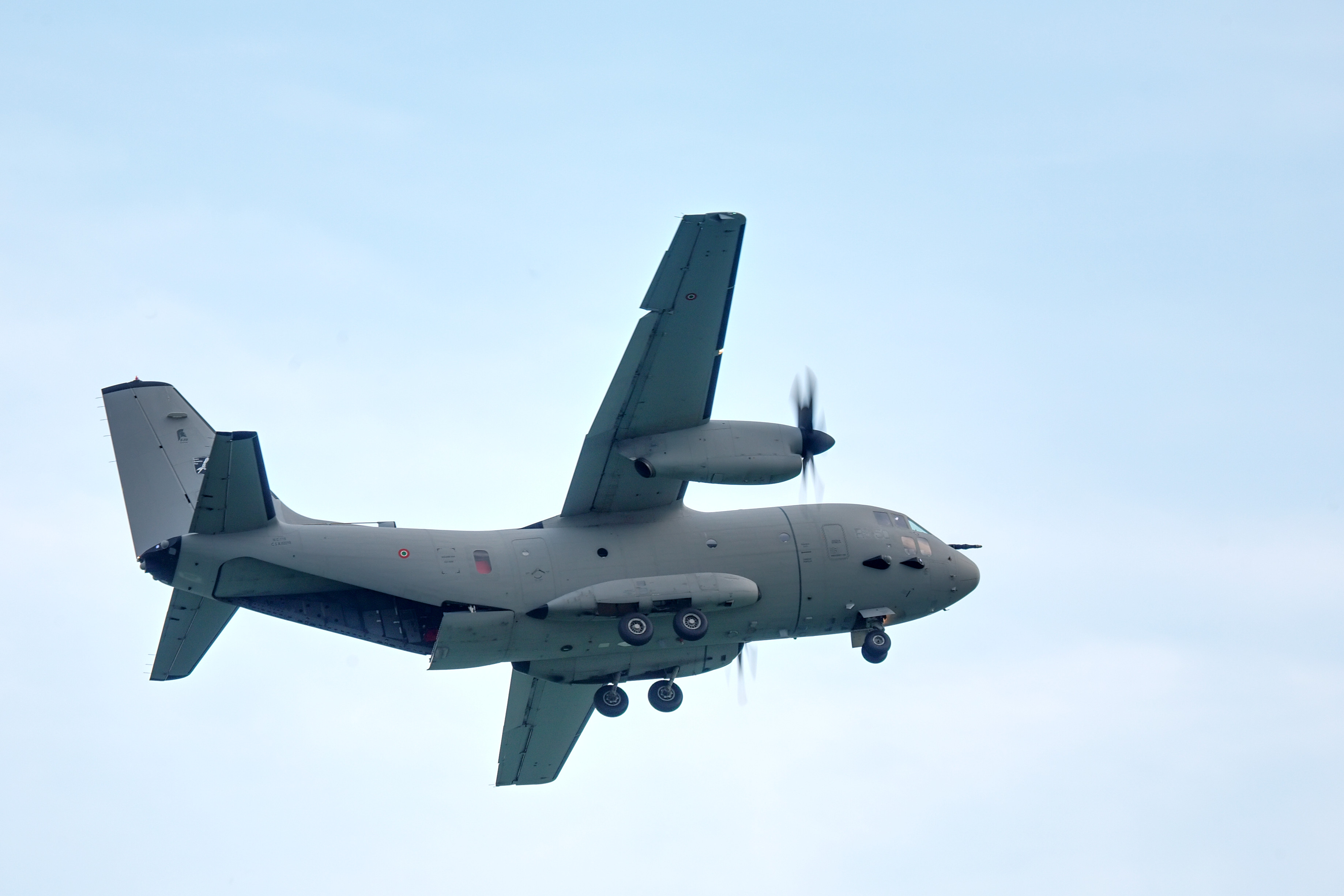
C-27J mit geöffneter Laderampe

Der Rumpf entspricht dem der Aeritalia G.222. Er hat eine Länge von 22,7 m.
Das Cockpit hat 16 Fenster mit über 4,5 m² Fensterfläche. Auf den Rumpfseiten sind jeweils drei runde Fenster eingelassen, bei SAR-Versionen bildet das hintere Fenster eine vorstehende Blase. Es gibt aber auch Maschinen mit einem zusätzlichen großen ovalen Fenster hinter der hinteren Seitentür, das wahrscheinlich zur Beobachtung von Fallschirmsprüngen dient.
Hinter dem Cockpit und hinter dem Fahrwerk besitzt die C-27J beidseitig Türen. Die vordere linke Tür hat Abmessungen von 700 mm × 1520 mm und klappt als Einstiegstreppe nach außen, während die rechte Tür als Notausgang verwendet wird und nur 535 mm × 915 mm groß ist. Die hinteren Türen dienen zum Absprung von Fallschirmspringern, werden nach innen geöffnet und sind jeweils 910 mm × 1920 mm groß. Außerdem gibt es auf der Rumpfoberseite drei Notausstiegsluken. Eine ist dem Cockpit zugeordnet und 490 mm × 615 mm groß, die anderen beiden befinden sich in Höhe der Flügelvorderkante und Flügelhinterkante und sind 545 mm × 915 mm groß.
Optional bietet der Hersteller die Installationen für eine Luftbetankung an. Dabei befindet sich auf der linken oberen Seite des Cockpits ein Ausleger, der in die Sonde eines Tankflugzeuges einklinken kann.
Die Kabine ist 2,45 m breit, 2,6 m hoch und einschließlich der Laderampe 11,43 m lang. Die Laderampe nicht mitgerechnet, bietet der Frachtraum der C-27J damit eine Bodenfläche von 23,23 m² und ein Ladevolumen von 69,5 m³. Der Zugang über die Heckrampe weist eine Durchgangshöhe von 2,25 m auf.

### Cockpit und Avionik

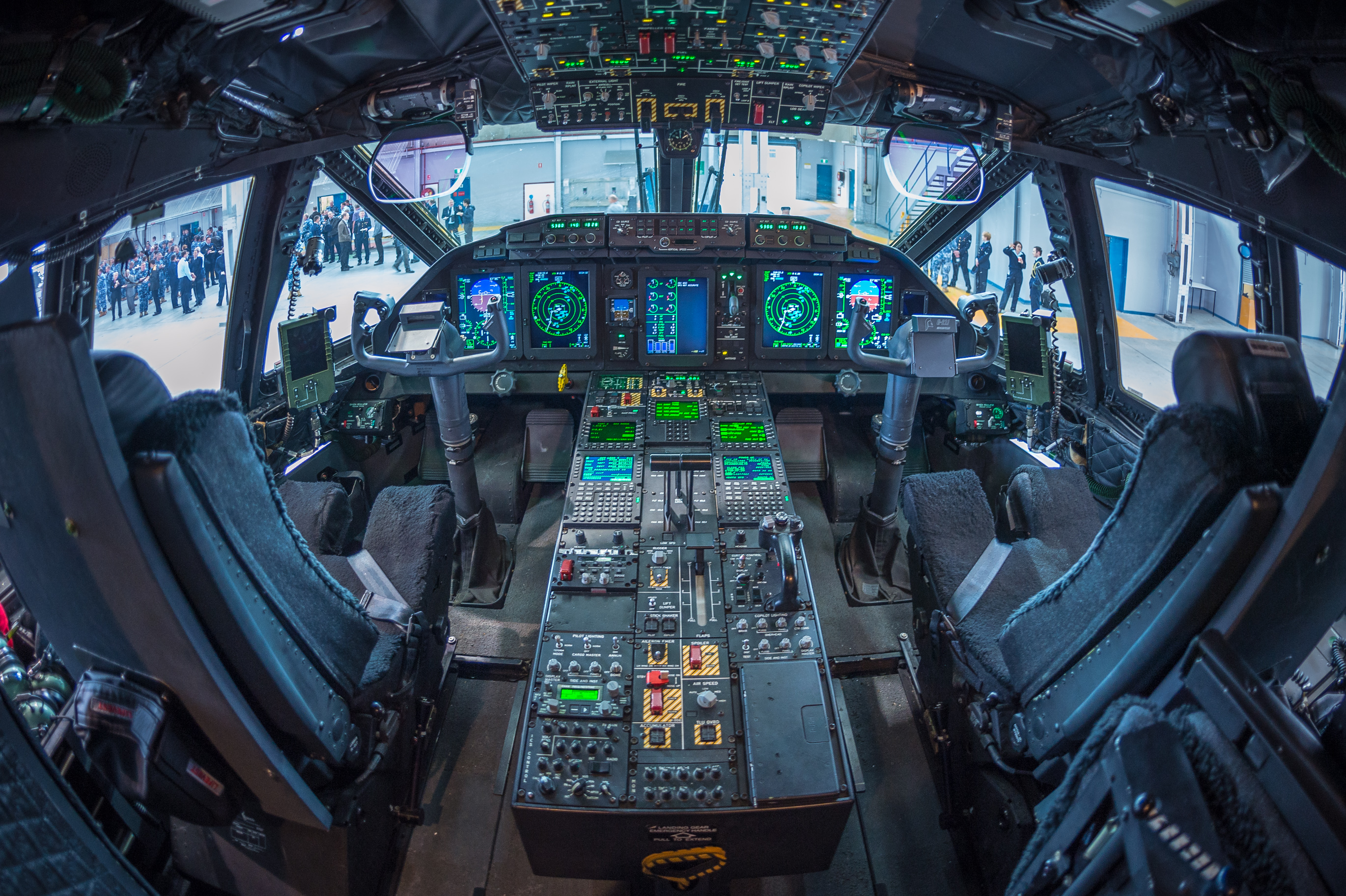
Blick ins Cockpit einer C-27J

Schon von außen fällt auf, dass das Cockpit insgesamt 16 Fenster hat. Im Inneren ist zu erkennen, dass es für zwei Piloten ausgelegt ist und bei der ergonomischen Gestaltung die Anforderungen von JAR 25 beachtet wurden.
Um den Arbeitsanfall für die Piloten zu verringern, verfügt das Flugzeug über ein Flight-Management-System, ein Flight-Director-System, IFF-Transponder, TCAS-II und GCAS. Neben diversen anderen Bildschirmanzeigen sind fünf Multifunktionsfarbbildschirme installiert, die vom Hersteller auf Kundenwunsch um ein Head-up-Display ergänzt werden. Alle Cockpitanzeigen sind so gestaltet, dass sie in Verbindung mit Nachtsichtgeräten genutzt werden können.
Der Datenaustausch erfolgt über einen digitalen MIL-STD-1553B-Bus und die Digitaltechnik ist bereits für die Technik des zukünftigen Future Air Navigation System (FANS) eingerichtet. Insgesamt stimmen etwa 2/3 der Flugsoftware mit derjenigen der C-130J überein.
Die Navigation stellen ein GPS-/INS-System, zwei TACAN (DME), zwei VOR/ILS/MB, ein Niederfrequenz-ADF, ein dualer Radarhöhenmesser sowie zwei Distributed Air Data Systems (DADS) sicher.
Der umgebende Luftraum und der Boden werden durch ein Northrop-Grumman-AN/APN-241-Digital-Mapping-Radar mit Farbanzeigen überwacht. Das Gerät dient unter anderem auch als Wetter- sowie Luftzielerfassungsradar und zur Erkennung von Scherwinden. Ein sogenannter Beacon-Mode dient zur Identifikation von Absprung- und Abwurfzonen.
Für die Kommunikation stehen zwei ARC-210-VHF-/UHF-Funkgeräte, zwei HF-Funkgeräte, ein VHF-/UHF-Peilsenderfinder und ein Digital Audio Inter-Communications (ICS) zur Verfügung.

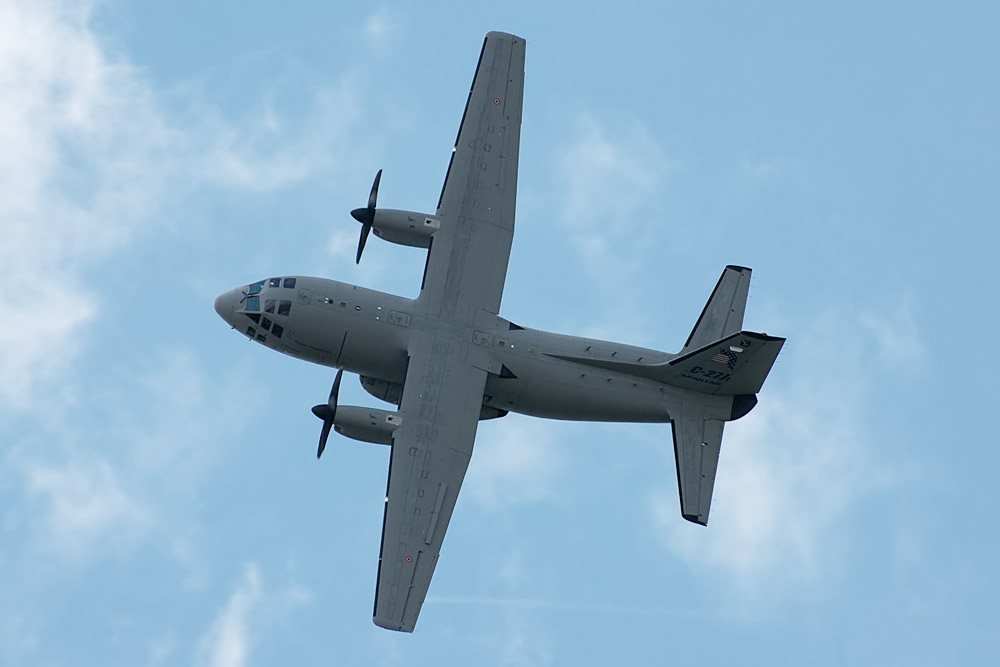
C-27J bei einer Flugvorführung

### Tragflächen
Die C-27J ist als Schulterdecker mit zwei unter den Tragflächen angebrachten Motoren ausgelegt. Die Spannweite der Tragflächen beträgt 28,7 m. Bei einer Streckung von 10 beträgt die Fläche 82 Quadratmeter. Zulieferer für den Mittelteil der Tragflächen ist die tschechische Firma Aero.

### Leitwerke
Das Leitwerk der C-27J ist konventionell ausgelegt, wobei das Höhenleitwerk eine Spannweite von 12,4 m aufweist. Das Seitenleitwerk erhebt sich sechs Meter über die Kabinenoberkante.

### Triebwerke
Die zwei Triebwerke der C-27J werden über ein Full-Authority-Digital-Engine-Control-(FADEC)-System digital gesteuert. Dabei erreichen die Rolls-Royce-AE-2100-D2-Turbopropmotoren eine Wellenleistung von 4637 hp (3458 kW). Zusammen mit den sechsblättrigen Dowty-R-391-Propellern werden dadurch ein geringer Geräuschpegel und eine geringe IR-Signatur des Flugzeugs erreicht. Im Gegensatz zum JCA-Mitbewerber C-295 können die Triebwerke bis zu dreimal neu gestartet werden.
Die Triebwerke sind mit einem Abstand von 4,75 m zur Flugzeugmittelachse unter den Tragflächen angebracht, so dass zwischen den 4,11 m durchmessenden Propellerblättern und dem Rumpf ein Abstand von 1,04 m verbleibt.
Die C-27J hat drei Generatoren, drei Wechselstromgeneratoren und drei Gleichrichter. Eine APU mit 150 hp (112 kW) ermöglicht außerdem eine völlige Unabhängigkeit von externen Stromquellen. Die APU ist bis zu einer Flughöhe von 22.000 ft (6700 m) startbar.
Die Hydraulik ist redundant in zwei Kreisen ausgelegt.

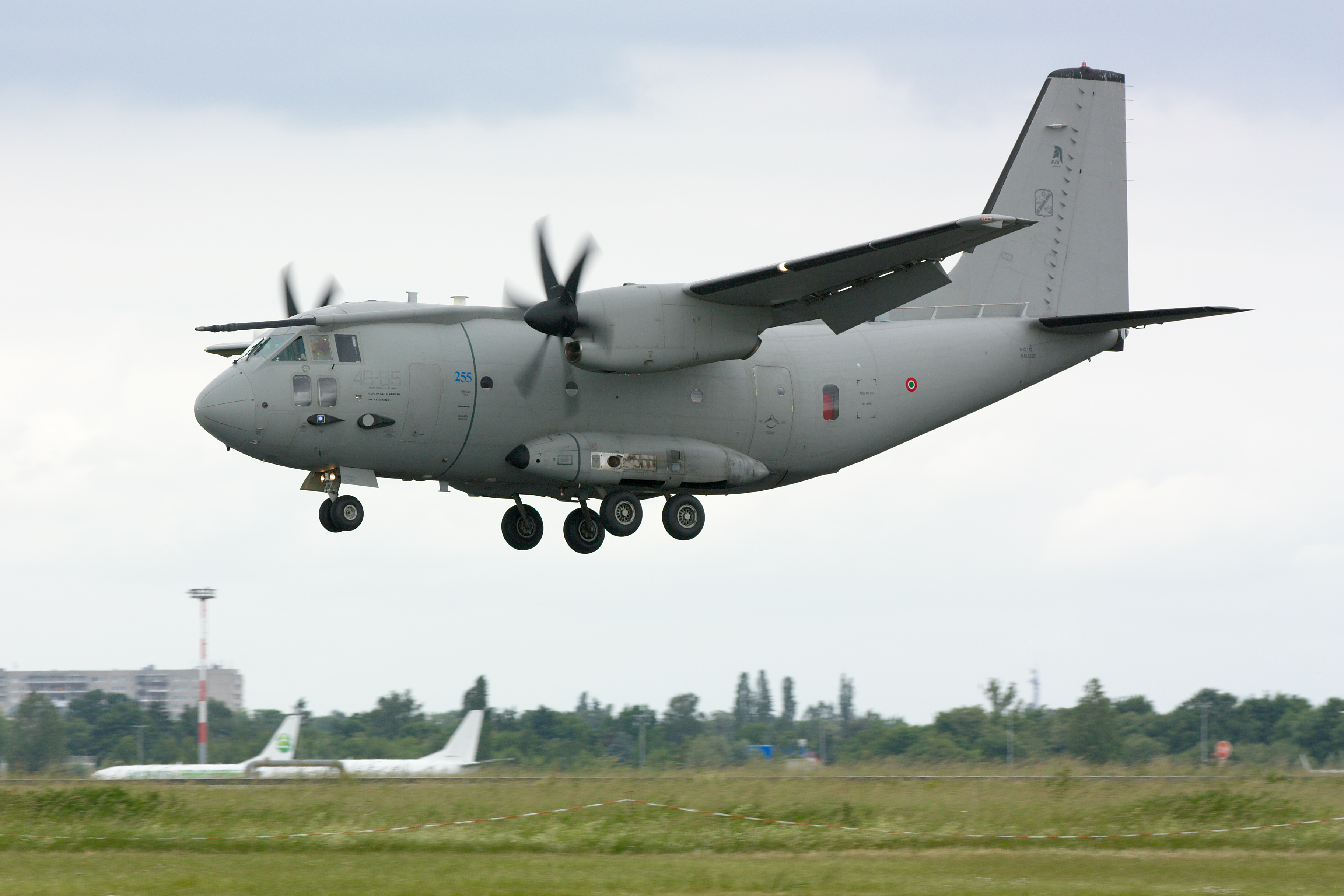
Landeanflug einer C-27J (ILA 2010)

### Fahrwerk
Das Bugfahrwerk hat zwei Reifen und befindet sich 3,6 m hinter der Flugzeugnase. Der Mittelpunkt des aus zwei Reihen von jeweils zwei hintereinander angeordneten Reifen bestehenden Hauptfahrwerks liegt vom Bugfahrwerk aus 6,4 m weiter nach hinten. Die Spurbreite des Hauptfahrwerks beträgt 3,7 m.
Die Höhe des Fahrwerks kann um 50 cm (20″) verändert werden, um die Laderampe an die Höhe von beispielsweise LKW-Pritschen anzupassen.
Ein Absenken des Hauptfahrwerks ergibt eine Schrägstellung des Ladebodens um 4,3°, so dass in Verbindung mit der abgesenkten Laderampe und zwei Auffahrblechen ein leichtes Ein- und Ausfahren von Kraftfahrzeugen möglich ist.

## Selbstverteidigung
Das Transportflugzeug ist mit einem DASS (Defensive Aids Sub System) oder Verteidigungshilfssystem von Selex Communications ausgerüstet.
Passive Maßnahmen
Diese umfassen mehrere Elettronica AR3-C-Radarwarn-Empfängerantennen (RWR), Selex/EADS-MILDS-II-(AAR-60)-Sensoren zur Detektierung des Abgasstrahles anfliegender Raketen (MWR) sowie Selex-Sensoren zur Warnung vor Anstrahlung mit Laser. Die Varianten für die USAF sind mit amerikanischen Systemen wie AN/APR-39(V)2 RWR und AN/AAR-47A(V)2 MWR ausgerüstet.
Aktive Maßnahmen
Sobald das DASS einen Angriff mit Lenkflugkörpern feststellt, werden aus den 14 MES ECDS-2(V28)-Täuschkörperwerfern (Kapazität 30 Täuschkörper) entweder Düppel-Patronen oder Hitzefackeln (Flare) automatisch ausgestoßen. Lenkflugkörper mit IR-Sensoren werden vom DASS auch mit dem Elbit ELT-572 C-MUSIC-DIRCM-Kugel-System mittels Faserlaser-Strahl neutralisiert. Des Weiteren können elektronische Gegenmaßnahmen ausgelöst werden, bei denen ein Radarstörsender an einem Kabel hinter der Maschine hergezogen wird und der anfliegenden Rakete als größeres Ziel erscheint. Die amerikanischen Varianten sind mit den BAE AN/ALE-47(V)-Täuschkörperwerfern ausgestattet.

## Zuladung

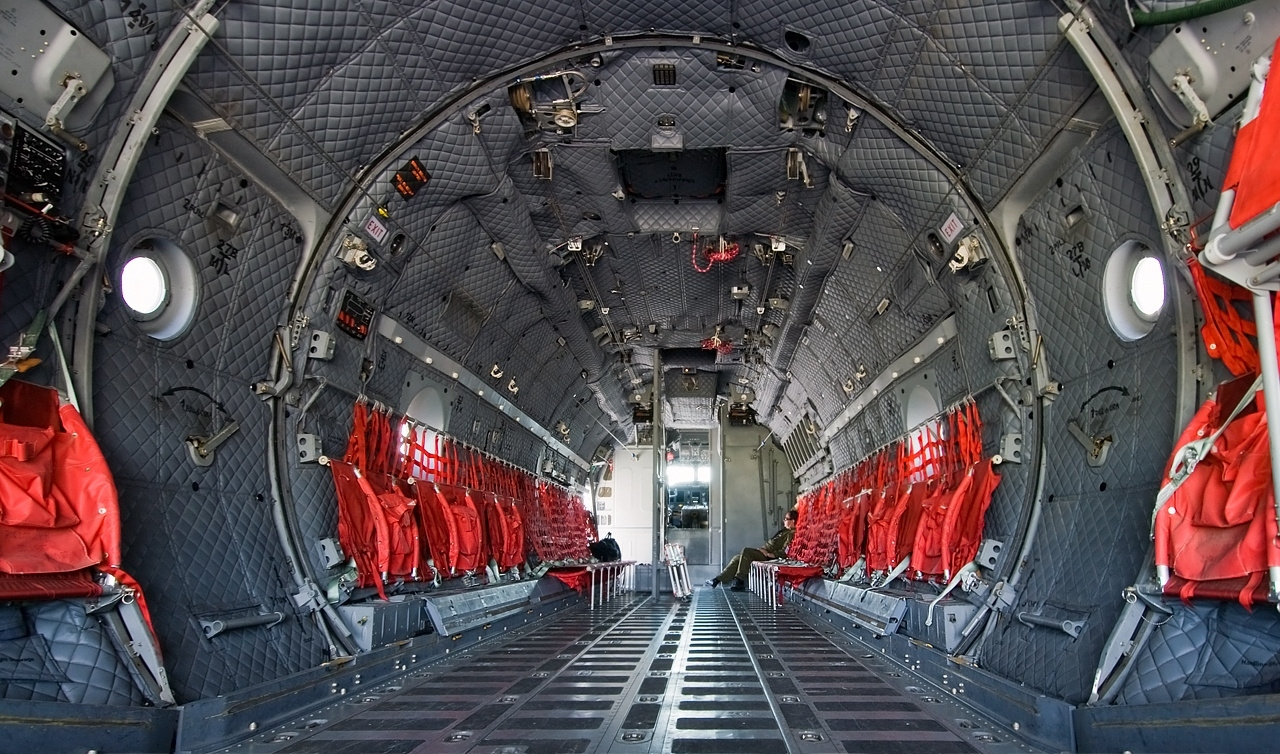
Laderaum einer C-27J

| Personentransport                           | - 66 Soldaten + 2 Lademeister - 46 Fallschirmjäger + 2 Lademeister - VIP-Transport |
| MEDEVAC                                     | 36 Krankentragen + 6 Sanitäter |
| Materialtransport                           | bis 11,5 t |
| Materialabwurf bei geringer Geschwindigkeit | bis 9 t |
| LAPES-Paletten                              | bis 5 t |
| Mögliche Ladungsvarianten                   | - 3 × HCU-E-Paletten (108” × 88”) und 1 HCU-12E (54” × 88”) - 6 × HCU-12E-Paletten (54” × 88”) - 12 × A22 CDS Paletten-Bundles (max. 9 t) - 2 × M998 HMMWV Geländewagen (mit Panzerung + Bewaffnung) - 2 × leichte Lkw - 3 × M101-Leichtgewichtshaubitzen - 1 × Bell OH-58D-„Kiowa“-Hubschrauber |
| SAR                                         | Navigations- und Rettungsausrüstung (fest eingebaut oder auf Palette) |
| Überwachung                                 | - Ausrüstung für die Seeraumüberwachung - Ausrüstung für SIGINT |
| Feuerbekämpfung                             | |

## Hersteller

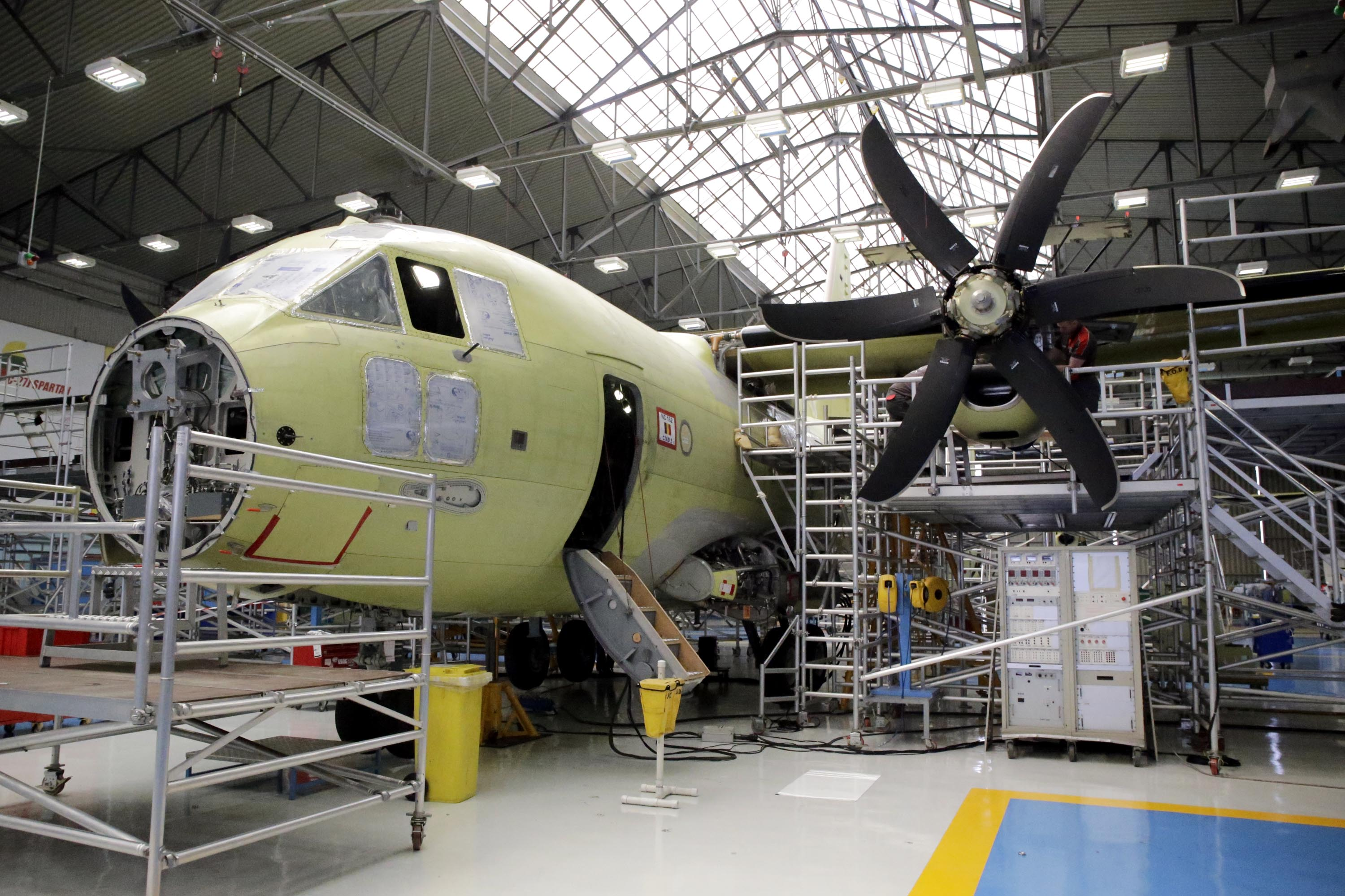
C-27J in einem Montagewerk in Italien

Hauptauftragnehmer mit verantwortlicher Führung für die gemeinschaftliche Unternehmung (engl. Joint-venture) ist die amerikanische
- L3 Technologies
  - L-3 Comm Integrated Systems baut in Waco (Texas) spezifische Ausrüstung der US-Streitkräfte in die Flugzeuge ein
  - Vertex ist für Instandhaltung und Reparaturen zuständig
  - Communications Systems-West stellt die Elemente für die taktische Datenkommunikation

- Leonardo
  - Leonardo S.p.A. ist Entwickler und Produzent der Flugzeuge in Italien
  - Leonardo US Inc. als deren US-Vertretung

- Global Military Aircraft Systems (GMAS) als Joint Venture von Alenia und L-3

- Honeywell Space & Aviation ist für die offene Systemarchitektur und die (auch schon in der C-130J verwendeten) Avioniksysteme zuständig. Außerdem für FMS und CNS/ATM

- Rolls-Royce
  - Rolls-Royce North America liefert die Triebwerke und das FADEC-Steuerungssystem

- Dowty, ein Tochterunternehmen von General Electric, hat die Propeller entworfen und stellt sie auch her.

Der Preis der Maschine wird auf 20 bis 27,5 Millionen US-Dollar geschätzt.

## Varianten

### C-27J „Spartan“
Diese Basisvariante ist für die US Army als Kampfzonentransporter eingeführt worden.

### Air Force Combat Rescue Tanker
Am 14. November 2005 gab GMAS bekannt, dass man die C-27J der US Air Force als Tankflugzeug für Combat Search and Rescue-Missionen vorstellen will. Der CEO von Alenia North America, Giuseppe Giordo, sagte dabei, dass die C-27J sowohl die Möglichkeit bietet, Operationen an vorgeschobenen Tankpunkten (Forward Area Refueling Point (FARP)) auszuführen, als auch auf unpräpariertem Gelände unabhängig Material zu bewegen. Vor allem wäre die Maschine in der Lage, CSAR-Hubschrauber und -Flugzeuge sowohl am Boden als auch in der Luft mit Treibstoff zu versorgen und Rettungsteams mit ihrer Ausrüstung aus der Luft abzusetzen oder diese auf unbefestigtem Gelände abzusetzen. Nachdem die USAF wegen Budgetkürzung 2012 entschied, die C-27J außer Dienst zu stellen, wurden anstelle der C-27 die CSAR-Variante der Hercules II, die HC-130J „Combat King II“ bestellt.

### AC-27J „Stinger II“
Im Juli 2008 meldete Aviation Week, dass das Air Force Special Operations Command (AFSOC) 32 Millionen US-Dollar für den Umbau einer C-27J in ein AC-XX Gunship bereitstellt. Dabei sollten bereits erprobte Waffen zum Einsatz kommen. Grund für dieses Programm war die Überalterung der zur Verfügung stehenden AC-130 in Verbindung mit einer sofortigen Verfügbarkeit der modernen C-27J. Weitere Flugzeuge würde man ab 2010 testen.
Am 9. September 2008 teilte der Kommandant des AFSOC, Lt. Gen. Donald Wurster, mit, dass man einen Bedarf an 16 Stinger II habe.
Ein Sprecher von L3 Communications wurde damit zitiert, dass die Schusswaffen Kaliber zwischen 25 und 40 Millimetern aufwiesen. Damit sei zwar keine 105-mm-Haubitze an Bord wie bei der AC-130, dafür könne das Flugzeug von kleineren Feldflugplätzen starten und wäre durch seine kleinere Bauweise auch für Beobachter am Boden schlechter zu entdecken. Die Stinger II sei preisgünstiger als eine AC-130 und erfordere weniger Wartungsaufwand.
Am 13. Mai 2009 sagte Admiral Steve Stanley, man würde auf die Stinger II verzichten und stattdessen auf die MC-130W als Plattform für Waffensysteme der Luftnahunterstützung setzen. Zwei Tage später wurde bekannt, dass das Budget für 2010 die Beschaffung von 16 Stinger II nicht zulässt und man stattdessen auf MC-130W „Combat Spear“ mit roll-on/roll-off-fähigen Waffen setzt.

### EC-27 „Jedi“
Die italienische Luftwaffe bestellte 2010 ein EKF-Set für ihre C-27J-Flotte. Das Programm erhielt den Namen JEDI (jamming and electronic defence instrumentation). Die EKF-Fähigkeiten sollen mit der der Lockheed EC-130H „Compass Call“ vergleichbar sein. Dies umfasst das Stören von Funkverkehr wie auch der Funksignale von Fernzündern, wie sie in improvisierten Sprengsätzen (IED) verwendet werden.

### HC-27J „Spartan“
Die US-Küstenwache bezeichnet ihre Spartan als HC-27J. Sie erhalten spezielle Missionssysteme.

### MC-27J „Pretorian“
Auf eigene Veranlassung hin entwickelte Alenia eine Mehrzweckvariante der C-27. Diese soll in den Sparten Führung, Kontrolle und als fliegende Artillerie (Gunship) dienen. Hierzu soll sie wie die MC-27J mit Hellfire, Präzisionsmunition und einer 30-mm-Maschinenkanone adaptiert werden. Die Bewaffnung soll rasch aus- oder angebaut werden können. Weiter soll sie mit Sensoren Aufklärung betreiben können. Die italienische Luftwaffe will 2016 drei Stück erhalten.

## Militärische Nutzer

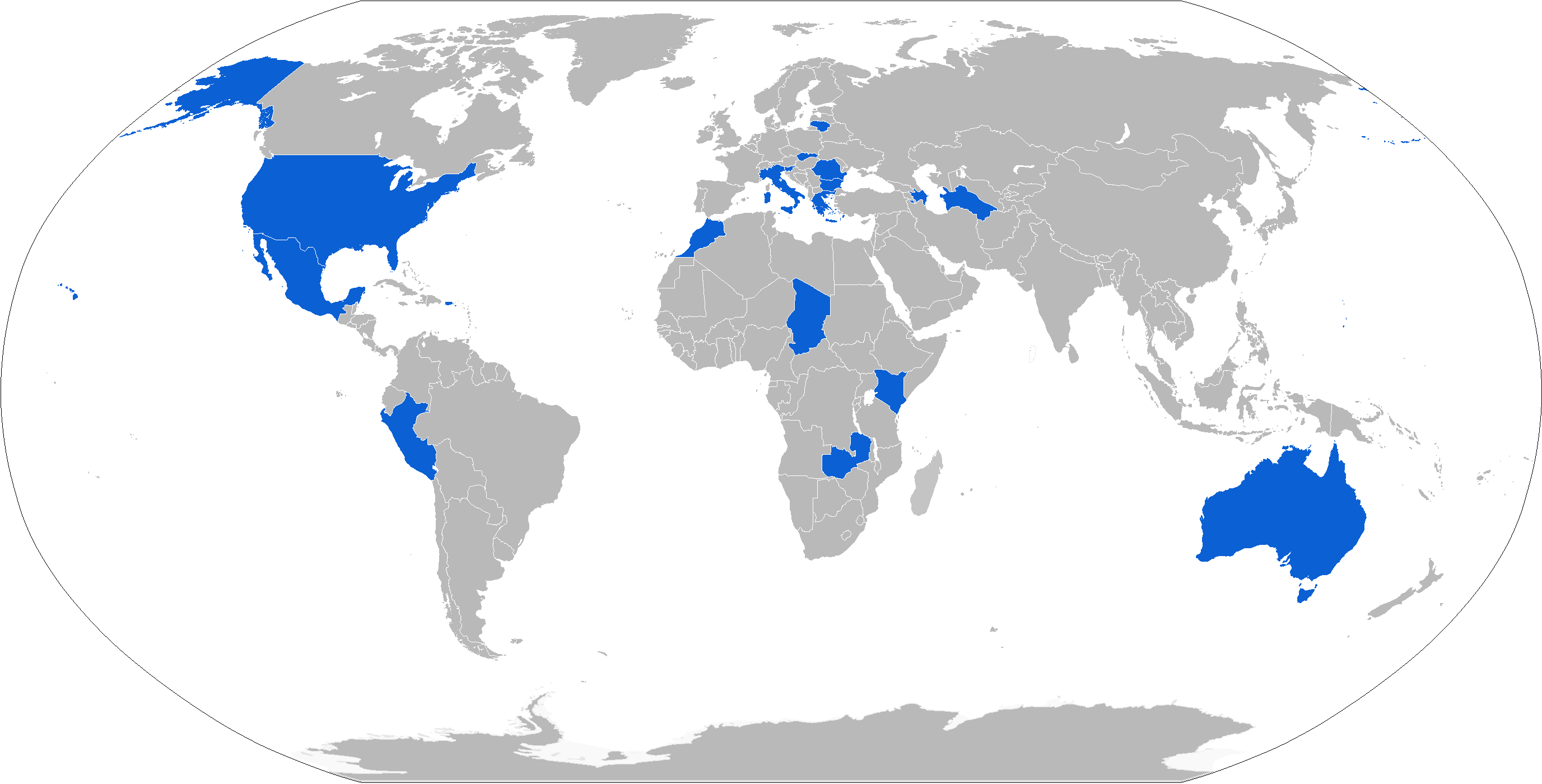
Übersichtskarte mit den Betreiberländern der C-27J. (Stand 2020)

Aserbaidschan
Aserbaidschanische Luftwaffe: 2 C-27J, Auslieferung 2024
 Australien
Royal Australian Air Force (RAAF): 10 C-27J. Die Maschinen sind als Ersatz für die DHC-4 und C-130H gedacht. Die erste für die australische Luftwaffe bestimmte Maschine absolvierte am 19. Dezember 2013 ihren Erstflug. Die Auslieferung erfolgte von Juni 2015 bis April 2018. Betreiber ist die 35. Squadron in Richmond.
 Bulgarien
Bulgarische Luftstreitkräfte: 3 C-27J. Bestellt waren fünf mit drei weiteren als Option. Wegen finanzieller Probleme wurde die Bestellung auf die bis 2011 ausgelieferten drei Stück reduziert.
 Griechenland
Griechische Luftstreitkräfte: 8 C-27J. Im Jahr 2003 wurden für die 354. Tactical Airlift Squadron in Elefsis bei Athen insgesamt zwölf C-27J bestellt. Bis Mai 2007 waren bereits fünf Maschinen in Griechenland. Ab August 2007 bis Mitte 2008 fand die Abnahme der letzten vier Maschinen statt, die mit einem IFRRS-System (In Flight Refuelling Receiver System) ausgestattet wurden. Griechenland hat eine Option auf den Kauf von drei weiteren Maschinen.
 Italien
Aeronautica Militare (Italiana) (AMI): 12 C-27J. Die italienische Luftwaffe erhielt ab Oktober 2006 insgesamt zwölf Flugzeuge aus italienischer Produktion als Ersatz für die bei der am Flughafen Pisa stationierten 46. Luftbrigade (46ª Brigata Aerea) bereits eingesetzten G.222. Die Auslieferung erfolgte von Januar 2007 bis Ende 2008. Die Maschinen haben zwei Head-up-Displays, ein Selbstschutzsystem und eine Luftbetankungsvorrichtung. Alenia lieferte zudem 2009 einen Flugsimulator. Logistische Unterstützung ist bis 2012 vereinbart. Von September 2008 bis Januar 2009 waren C-27J auch in Afghanistan eingesetzt.
 Kenia
Kenianische Luftstreitkräfte: 3 C-27J. Kenia bestellte 2017 drei C-27J für seine Streitkräfte. Die ersten beiden Maschinen wurden im Januar 2020 ausgeliefert.
 Litauen
Litauische Luftstreitkräfte: 3 C-27J. Litauen bestellte im Juni 2006 drei C-27J für seine Streitkräfte. Die Maschinen wurden im Dezember 2006, Dezember 2008 und Oktober 2009 ausgeliefert. Die C-27J sollen für den Truppen- und Materialtransport sowie bei von der NATO gesteuerten Aktionen genutzt werden.
 Marokko
Königlich Marokkanische Luftwaffe: 4 C-27J. Als erstes Land außerhalb der NATO bestellte Marokko im Jahr 2008 vier Flugzeuge im Gesamtwert von 130 Millionen Euro.
 Mexiko
Fuerza Aérea Mexicana (FAM): 4 C-27J. Mexiko gab Anfang Juli 2011 bekannt, kurzfristig vier Exemplare mit Lieferung 2011/2012 zu beschaffen.
 Peru
Fuerza Aérea del Perú (FAP): 6 C-27J (bis zu 12 geplant), schrittweise Auslieferung seit März 2015 zum Einsatz bei der Transportstaffel Escuadrón Aéreo 844 in Lima-Callao.
 Philippinen
Philippines Air Force (PAF): 3 C-27J, Bestellung im September 2012 verkündet
 Rumänien
Rumänische Luftstreitkräfte: 7 C-27J. Am 7. Dezember 2007 wurden von Rumänien sieben C-27J bestellt, die erste Maschine wurde im Juli 2009 ausgeliefert, der Zugang der anderen Maschinen erfolgt bis 2012. Stationierungsort ist der Luftwaffenstützpunkt Otopeni bei Bukarest. Betrieben werden die Flugzeuge vom 902. Transport- und Aufklärungsgeschwader. Nachdem die letzte An-24 bereits 2007 ausgemustert wurde, ersetzen die C-27J damit wahrscheinlich die vier noch vorhandenen An-26. Die Staffel betreibt außerdem einen Fotoaufklärer An-30 (NATO-Codename: „Clank“). Die C-27J ergänzen auch die bereits bestehenden Kapazitäten des 901. Geschwaders, das eine C-130H und vier zum Upgrade anstehende C-130B betreibt. Die C-27J war laut Hersteller die einzige Maschine im Auswahlverfahren, welche die Anforderungen der rumänischen Streitkräfte in Bezug auf das Vorhandensein einer APU, die Steigleistung und die Selbstverteidigungsmöglichkeiten erfüllen konnte.
 Sambia
Zambian Air Force: 2 C-27J, im Oktober 2014 für eine Auslieferung 2016/2017 bestellt, Auslieferung letztendlich erst 2017/2018.
 Slowakei
Vzdušné Sily Ozbrojených Síl Slovenskej Republiky: 2 C-27J, im September 2015 bestellt, Auslieferung Anfang 2018. Nachdem im Jahr 2006 der Absturz einer An-24 42 Menschen in den Tod riss und den Streitkräften nur noch zwei An-26-Transportmaschinen zur Verfügung standen, sollten neue Flugzeuge beschafft werden. Eine Ausschreibung erfolgte im August 2008. Mitbewerber waren die C-130J-30, die C-295 und die C-17 Globemaster III.
 Slowenien
Slovenska vojska: 2 C-27J, Bestellungen 2021/2023, Auslieferungen 2023/2024
 Tansania
Tanzania Air Force Command: 2 C-27J; Tanzania bestellte 2024 zwei Exemplare, die insbesondere für zivile Zwecke verwendet werden sollen.
 Tschad
Force Aérienne Tchadienne (FAT): 2 C-27J, Auslieferung ab Frühjahr 2014.
 Vereinigte Staaten (United States Armed Forces)
Die US Air Force und die US Army hatten im Juni 2007 im Rahmen ihres JCA-Programm (Joint Cargo Aircraft) zunächst 78 Maschinen bestellt. Vorgesehen waren mittelfristig 145 C-27J, davon 70 für die United States Air Force (USAF) und 75 für die United States Army, und binnen zehn Jahren sollten insgesamt 207 Flugzeuge im Wert von etwa 6 Mrd. US-Dollar in Dienst sein. Die erste Serienmaschine für die Army hatte am 16. Juni 2008 ihren Erstflug und wurde später im Jahr ausgeliefert. Später übernahm die USAF das komplette auf inzwischen lediglich 38 Exemplare reduzierte Programm, wobei das Gros der ersten Auslieferungen an die Air National Guard (ANG) ging. Anfang 2012 wurde jedoch bekannt, dass das Programm abgebrochen wird und alle bereits aktiven 21 Luftfahrzeuge wurden bis 2013 außer Dienst gestellt. Die Maschinen wurden von anderen US-Behörden übernommen und weiterbetrieben.
United States Air Force (USAF): 21, alle außer Dienst
United States Special Operations Command (USSOCOM): 7 C-27J „Spartan“ aus Beständen der USAF übernommen.
United States Coast Guard (USCG): 14 C-27J „Spartan“ (USCG-Bezeichnung HC-27J) aus Beständen der USAF übernommen, Nutzung seit November 2014.

## Technische Daten
| Kenngröße                                        | Daten der C-27J Spartan                                                                                      |
| ------------------------------------------------ | --- |
| Typ                                              | mittlerer Militärischer Mehrzwecktransporter                                                                 |
| Besatzung                                        | zwei Piloten und ein Lademeister                                                                             |
| Länge                                            | 22,70 m |
| Höhe                                             | 9,64 m |
| Spannweite                                       | 28,70 m |
| Flügelfläche                                     | 82 m² |
| Flügelstreckung                                  | 10,05 |
| Tragflächenbelastung (Leergewicht)               | 201 kg/m² |
| Tragflächenbelastung (Höchstabfluggewicht\|MTOW) | 388 kg/m² |
| Leermasse                                        | 16.500 kg |
| max. Zuladung                                    | 8.500 (bei taktischer Verwendung) 11.500 kg (normal)                                                         |
| Treibstoffkapazität                              | 12.320 l |
| max. Startmasse                                  | 30.500 kg |
| max. Landemasse                                  | 27.500 kg (3,05 m/s Sinkrate)                                                                                |
| notwendige Startbahnlänge                        | 580 m |
| notwendige Landebahnlänge                        | 340 m |
| Höchstgeschwindigkeit                            | - 602 km/h (kurzzeitig erreichbar auf 6000 m Flughöhe) - 565 km/h (dauerhaft erreichbar auf 6000 m Flughöhe) |
| Marschgeschwindigkeit                            | ca. 500 km/h                                                                                                 |
| Dienstgipfelhöhe                                 | 9144 m |
| Dienstgipfelhöhe mit einem Triebwerk             | 4420 m |
| max. Steigleistung                               | ca. 10 m/s                                                                                                   |
| Reichweite                                       | - bei 6.000 kg Nutzlast: 4260 km - bei 10.000 kg Nutzlast: 1852 km - Überführungsreichweite: 5926 km         |
| Triebwerke                                       | zwei Rolls-Royce AE 2100-D2 mit 4637 hp (3458 kW)                                                            |
| APU                                              | 150 hp (112 kW), kann bis 22.000 ft (6700 m) Höhe gestartet werden                                           |
| Propeller                                        | zwei sechsblättrige Dowty R-391 mit 4,11 m Durchmesser                                                       |